# Karl Dominik von Reding
Karl Dominik von Reding (* 10. August 1755 in Schwyz; † 8. März 1815 ebenda; heimatberechtigt in Schwyz und Oberehrendingen) war ein Schweizer Politiker. Nachdem er Schwyzer Statthalter und Landammann gewesen war, flüchtete er während der Wirren der Helvetischen Republik aus politischen Gründen in den Kanton Aargau. Er war helvetischer Senator und von 1803 bis 1808 Aargauer Regierungsrat. Sein Sohn Karl von Reding war ebenfalls Mitglied der Aargauer Kantonsregierung.

## Biografie
Der Sohn von Landesstatthalter Karl Heinrich Reding diente in seiner Jugend in der französischen Armee. Von 1785 bis 1789 war er Schwyzer Landessäckelmeister, danach bis 1791 Landesstatthalter und schliesslich bis 1793 Landammann. In den Jahren 1786 und 1789 bis 1798 vertrat er Schwyz als Abgesandter an den eidgenössischen Tagsatzungen. Im Januar 1798 reiste er nach Lausanne, um als eidgenössischer Abgeordneter die Bewohner des Waadtlandes von einer Revolution gegen ihre Herren aus Bern abzubringen. Seine Bemühungen waren erfolglos, denn die Franzosen drangen kurz darauf in die Schweiz ein und riefen während des so genannten Franzoseneinfalls die Helvetische Republik aus.
Kaum war Reding nach Schwyz zurückgekehrt, brachen im April 1798 auch in der March Aufstände aus. Die Schwyzer beschuldigten ihn der Kooperation mit den Franzosen, woraufhin er nach Chur fliehen musste. Im selben Jahr liess er sich in Baden nieder und wurde in den helvetischen Senat gewählt, dem er bis 1800 angehörte. Als Präsident einer provisorischen Regierungskommission stellte er sich im September 1802 gegen die Auflösung des Kantons Baden und somit auch gegen den entsprechenden Beschluss des Helvetischen Direktoriums. Er war einer der Anführer des Stecklikriegs und sass deswegen kurze Zeit in der Festung Aarburg in Haft.
Mit der im März 1803 in Kraft gesetzten Mediationsakte verfügte Napoleon Bonaparte den Zusammenschluss der Kantone Baden und Aargau. Wenig später liess sich Reding, der das Bürgerrecht von Oberehrendingen erhalten hatte, in den aargauischen Grossen Rat wählen. Dieser wiederum wählte ihn in die Kantonsregierung. Im Auftrag von Niklaus Rudolf von Wattenwyl, dem Landammann der Schweiz, führte er 1804 Verhandlungen mit dem Grossherzogtum Baden über die Aufteilung des Besitzes des säkularisierten Bistums Konstanz.
Aufgrund der damals noch nicht verwirklichten Gewaltentrennung gehörte Reding weiterhin auch dem Grossen Rat an und präsidierte diesen 1807. In den Jahren 1803 bis 1805 sowie 1807 vertrat er den Kanton Aargau als Abgesandter an den eidgenössischen Tagsatzungen. 1808 trat er aus der Regierung zurück, ein Jahr später gab er auch sein Grossratsmandat auf. Wenig später zog er wieder in seine Heimat Schwyz.